# Comunione Tradizionalista Carlista
La Comunione Tradizionalista Carlista (in spagnolo Comunión Tradicionalista Carlista, CTC) è un'organizzazione politica spagnola, che si proclama erede del Carlismo.

## Storia
Il 20 aprile 1975 Saverio di Borbone Parma abdicò come pretendente carlista al trono in favore del figlio Carlo Ugo, ma questi si allontanò dal pensiero tradizionalista avvicinandosi agli ideali del socialismo autogestionario. Il figlio minore di Saverio, Sisto Enrico, si oppose alla svolta ideologica del fratello e venne riconosciuto dai suoi sostenitori "portabandiera" (abanderado) del Carlismo. 
Già nel 1973 la Junta Nacional de Requetés, guidata dal delegato nazionale José Arturo Márquez de Prado, aveva divulgato un comunicato in cui dichiarava che si sarebbe assunta il compito di riorganizzare la Comunione Tradizionalista, discostandosi da Carlo Ugo e accusandolo di aver abbandonato la bandiera della tradizione. 
Dall'abdicazione di Don Saverio, i seguaci di Sisto (i sistini) sostennero che il fratello maggiore Carlo Ugo di Borbone-Parma avesse tradito gli ideali politici ed ideologici della sua famiglia e riconobbero pertanto Sisto Enrico come guida della Comunione Tradizionalista. L'edizione del 1979 dell'opuscolo carlista Ideario, del tradizionalista Jaime del Burgo Torres, riporta in copertina l'indicazione inequivocabile «Comunión Tradicionalista Carlista» e ciò testimonia che questa denominazione era in uso già allora presso i sostenitori di Sixto Enrique de Borbon.
Nel 1986 dei gruppi estranei a Don Sisto e alla Comunión Tradicionalista organizzarono tuttavia la Conferenza di Unità Carlista che si tenne a San Lorenzo de El Escorial, in cui sono stati unificati alcuni gruppi carlisti che si erano separati anche dal Partito Carlista perché non condividevano la sua evoluzione ideologica verso posizioni di sinistra e in particolare nella cosiddetta «via carlista verso il socialismo autogestionario» di Carlo Ugo di Borbone-Parma. Nacque così la Comunione Tradizionalista Carlista (CTC). 
Alla fondazione della CTC presero parte diverse correnti che un tempo difendevano il pretendente Saverio di Borbone-Parma, militanti carloctavisti e membri della RENACE di Mauricio de Sivatte. Alcuni elementi franchisti e fondamentalisti, che inizialmente contribuirono alla "rifondazione", furono espulsi nel 1996. Dal 2001 la corrente carlista maggioritaria e più radicale, che sostiene le rivendicazioni di Sisto Enrico di Borbone-Parma, utilizza semplicemente l'antica denominazione Comunión Tradicionalista; tale gruppo non è attivo solo in Europa, ma possiede diramazioni nel continente americano e nelle Filippine.
Il giornalista Sergio del Molino spiega che: «attualmente ci sono ben tre partiti che si autoproclamano carlisti: il Partido Carlista, la Comunión Tradicionalista Carlista, la Comunión Tradicionalista». La Comunión Tradicionalista, tuttavia, non si definisce un partito; già l'ideologo carlista Juan Vázquez de Mella y Fanjul (1861-1928) affermava che: «La Comunión carlista no es un partido, no es un fragmento de la Nación, no es tampoco una congregación de gentes de diferentes regiones, ni un simple partido politico que difiende interes dinásticos; es mucho más que eso...». 
La CTC ha partecipato alle elezioni europee del 1994, ottenendo 5.226 voti in Spagna (0,03%), di cui 473 (0,21%) sono stati registrati in Navarra. Ha partecipato anche alle elezioni generali del 2004, presentando candidature al Senato in tutte le circoscrizioni, e ottenendo circa 25.000 voti. Alle elezioni generali del 2008, la CTC si è presentata al Senato in tutte le circoscrizioni, e al Congresso in sette province, con i risultati di circa 45.000 voti per il Senato, e poco più di 200 per il Congresso.